# Nyelâyu
Le nyelâyu, ou yâlayu, est une langue kanak, parlée par moins de 2 000 locuteurs (1996) au nord de la Nouvelle-Calédonie. Il est classé dans la branche océanienne des langues austronésiennes, plus précisément dans le sous-groupe Nord du groupe néo-calédonien. 
Il en existe deux dialectes : le pooc (ou haat) aux îles Belep, le puma (ou paak ou ovac) dans le district coutumier d'Arama à l'est de Poum et dans celui de Balade à Pouébo.

## Phonologie

### Consonnes
|              |              | Labio-vélaire | Bilabial | Alvéol. | Palatal | Vélaire | Glottal |
| ------------ | ------------ | ------------- | -------- | ------- | ------- | ------- | ------- |
| Occlusive    | simple       | pʷ            | p        | t       | c       | k       |         |
| Occlusive    | aspirée      | pʰʷ           | pʰ       | tʰ      | cʰ      | kʰ      |         |
| Occlusive    | prénasalisée | ᵐbʷ           | ᵐb       | ⁿd      | ᶮɟ      | ᵑg      |         |
| nasale       | simple       | mʷ            | m        | n       | ɲ       | ŋ       |         |
| nasale       | aspirée      | mʰʷ           | mʰ       | nʰ      | ɲʰ      |         |         |
| fricative    | fricative    |               | β        |         |         | ɣ (x)   | h       |
| Semi-voyelle | simple       |               | w        |         | j       |         |         |
| Semi-voyelle | aspirée      |               | wʰ       |         | jʰ      |         |         |
| roulée       | roulée       |               |          | r       |         |         |         |
| Latérale     | Latérale     |               |          | l lʰ l᷉  |         |         |         |

Les consonnes occlusives, nasales, et spirantes sourdes montrent un contraste d'aspiration : 
- pe [pe] "raie (poisson)" || phe [pʰe] "pierre à aiguiser"
- teec [teec] "brûlant" || theec [tʰeec] "échoué"
- nu [nu] "cocotier" || nhu [nʰu] "chaud"

L'aspiration sur la consonne se manifeste également par un trait prosodique qui affecte la réalisation globale de la syllabe, en abaissant le registre de la voix.

### Voyelles
|         | Ant.     | Centr. | Post. |
| ------- | -------- | ------ | ----- |
| Fermées | i (y) iː |        | u uː  |
| Moyenne | e (ø) eː |        | o oː  |
| Ouverte |          | a aː   |       |

|         | Ant. | Centr. | Post. |
| ------- | ---- | ------ | ----- |
| Fermées | ĩ ĩː |        | ũ ũː  |
| Moyenne | ẽ ẽː |        | õ õː  |
| Ouverte |      | ã ãː   |       |

Les voyelles /y/ et /ø/ sont ici entre parenthèses, car elles n'apparaissent que dans quelques mots.